# کوته‌نوشت
به حذف برخی از حروف یک واژه یا گروهی از واژه‌ها برای کوتاهی و آسانی در گفتن یا نوشتن و به یاد سپردن، مُخَفَّف‌کردن یا کوته‌سازی می‌گویند و واژهٔ حاصل کوته‌نوشت (اختصار) نامیده می‌شود؛ مانند یواِس‌اِی (USA)، تی‌اِن‌تی (TNT) و اِس‌اِم‌اِس (SMS).

## موارد استفاده
کوته‌نوشت صورت فشردهٔ نوشتاری یک واژه یا عبارت است که معمولاً برای صرفه جویی در جا به کار می‌رود و خصوصاً در کتاب‌های مرجع که برخی عبارات یا کلمات مکررا مورد استفاده قرار می‌گیرند، کاربرد دارد. کوته‌نوشت ممکن است شناخته شده باشد، مانند «م» برابر با «میلادی» یا «نک» برابر با «نگاه کنید به» که هر دو شناخته شده هستند یا قراردادی باشد مانند «جمشسر» برابر با «جمهوری متحد شوروی سوسیالیستی روسی» که به‌طور قراردادی در دایرةالمعارف فارسی به کار رفته‌است.

## تاریخچه
در گذشته، که عمل نوشتن فقط با دست انجام می‌گرفت، شکل کوتاه شده کلمات باعث صرفه‌جویی در وقت و فضای نوشتاری می‌شد.
در کتاب‌های خطی یونانیان و رومیان باستان، اختصارات فراوانی از کلمه‌ها و عبارت‌ها دیده می‌شوند که برای یافتن رمز آن‌ها آموزش ویژه‌ای لازم است. امروز نیز شمار زیادی از این‌گونه اختصارات که از یونانیان باستان به جا مانده، مورد استفاده قرار می‌گیرند.

## گونه‌ها
از گونه‌های رایج کوته‌نوشت‌ها می‌توان موردهای زیر را نام برد:
- سرنام و سرواژه
- ادغام